# بدرالدین لؤلؤ

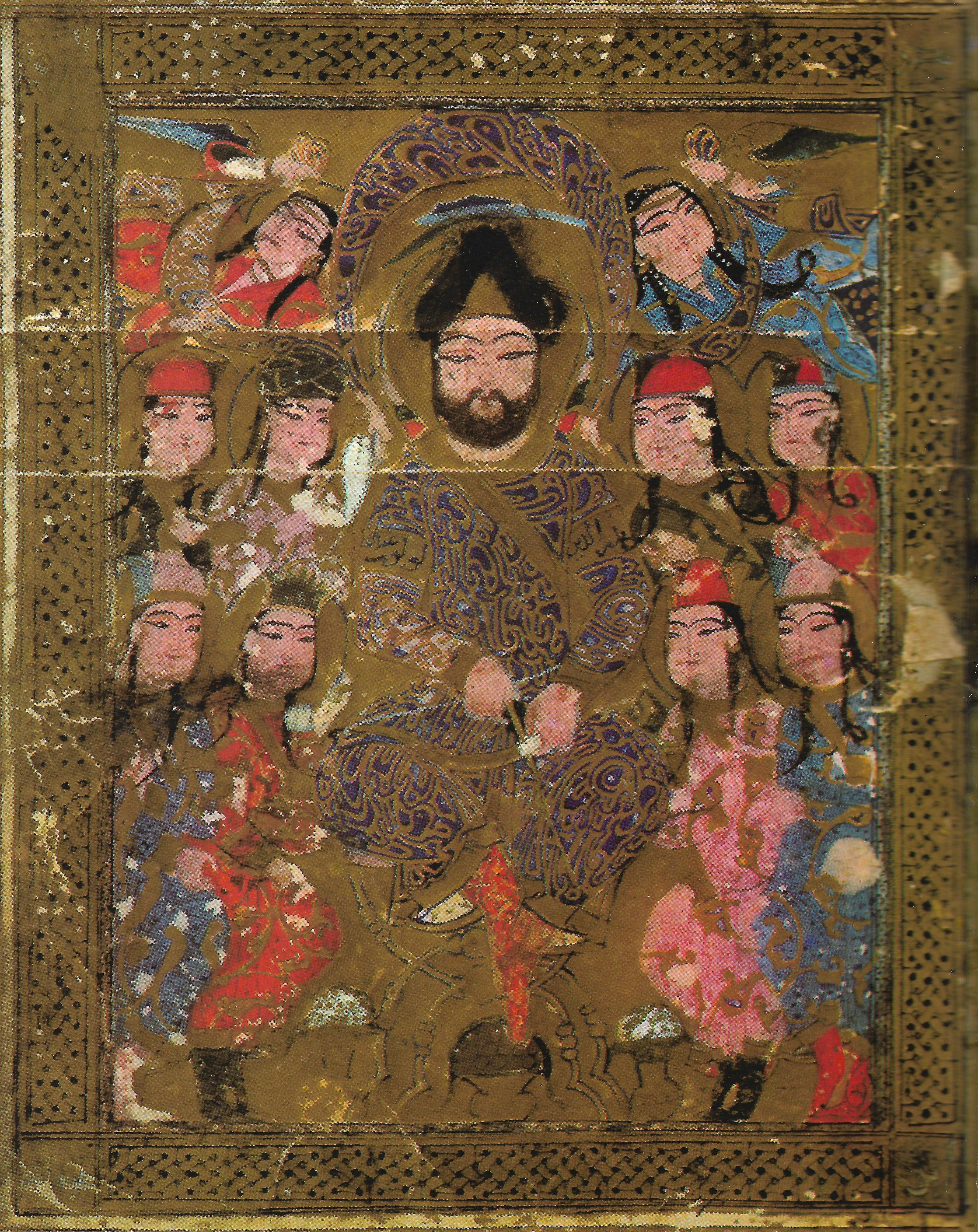
مینیاتوری از لؤلؤ

بدرالدین لؤلؤ (۶۳۰–۵۹۴) (به انگلیسی: badruddin lolo) ملقب به ملک رحیم، وزیر ارمنی‌تبار چهار اتابک زنگی و امیر مستقل موصل در سدهٔ هفتم هجری قمری بود. با مرگ ناصرالدین محمود، بدرالدین لؤلؤ در ۶۳۰ هجری با دستخطی از سوی خلیفه فرمانروای موصل شد و به نام او خطبه خواندند. بدرالدین لؤلؤ با دوراندیشی و برای دورکردن خطر حملهٔ مغولان به موصل در ۶۴۴، هنگام جلوس کیوک خان (سال‌های حکومت ۶۴۷–۶۴۴) سفیری نزد او فرستاد، از این پس بدرالدین در زمره دست نشاندگان خان مغول درآمد.
در دورهٔ منگوقاآن (سال‌های حکومت ۶۵۷–۶۴۸) نیز او به همین روش ادامه داد، در نتیجه مورد لطف خان مغول قرار گرفت و منگوقاآن فرمانِ امیری موصل را برای او فرستاد. در همین زمان، بدرالدین با استفاده از جایگاه خود و نزدیکی به دربار مغولان، نصیبین را تسخیر کرد.
موقع‌شناسی، زندگانی دراز و پشتیبانی خان مغول از او موجب شد که اقتدارش در موصل برقرار بماند. بدرالدین لؤلؤ، سپاهیان مغول را در گذشتن از رود دجله و فتح بغداد یاری کرد و پس از فتح بغداد نیز برای تبریک این پیروزی به خدمت هلاکو رسید و به فرمان هلاکو بدرالدین، پسر خود، ملک صالح را با لشکری همراه مغولان برای فتح شام و مصر روانه کرد. بدرالدین لؤلؤ پس از بازگشت از آذربایجان در موصل درگذشت و همان‌جا به خاک سپرده شد.
سیاست بدرالدین لؤلؤ در پرهیز از درگیری و نزدیکی با قدرت‌های بزرگ زمان خود مانند ایوبیان، عباسیان و مغولان سبب شد که موصل جای امنی برای اندیشمندان باشد. بدرالدین با آنکه بیسواد بود، همواره مجالسش با شعر و داستان و شرح تاریخ می‌گذشت.